# Pimpernootfamilie
De pimpernootfamilie (Staphyleaceae) is een familie van tweezaadlobbige struiken en kleine bomen. De familie komt voor van gematigde streken tot aan de tropen, origineel uit Amerika en Maleisië. In Nederland komt het geslacht Staphylea voor met de pimpernoot (Staphylea pinnata). Vanwege de vorm van de vrucht in Brabant aangeduid met de naam 'klootzakkenboom'.
In het Cronquist-systeem (1981) werd een familie met deze naam (maar een heel andere omschrijving) ondergebracht in de orde Sapindales.